# Josef Horešovský
Temple de la renommée du hockey tchèque :
Josef Horešovský (né le 18 juillet 1946 à Žilina en Tchécoslovaquie aujourd'hui ville de République tchèque) est un joueur professionnel de hockey sur glace. Il évoluait au poste de défenseur.

## Carrière de joueur

### En club
Il commence sa carrière en jouant pour le club du Sokol Kladno qui évolue alors dans la première division tchécoslovaque. Il passe trois saisons de 1962 à 1965 au sein de l'équipe quittant le club pour rejoindre l'effectif du Spartak Praha Sokolovo. En 1969, il quitte la capitale pour rejoindre le club de l'armée du Dukla Jihlava avec qui il passe deux saisons. Lors de ses deux saisons, il remporte le titre de champion avec Dukla puis décide de retourner avec le Sparta Prague et ce jusqu'en 1976. Il joue sa dernière saison de défenseur rugueux de la ligue avec le club du TJ Motor České Budějovice.
Au cours de sa carrière dans la première ligue tchécoslovaque, il aura remporté deux titres de champions et a marqué 83 buts en 514 matchs joués.

### En équipe nationale
Il représente l'équipe de Tchécoslovaquie lors des éditions du championnat du monde entre 1968 et 1973. Il porte également les couleurs de son pays lors de tournois Olympiques.
- Championnat du monde
  - 1969 -  Médaille de bronze
  - 1970 -  Médaille de bronze
  - 1971 -  Médaille d'argent
  - 1972 -  Médaille d'or
  - 1973 -  Médaille de bronze
- Jeux olympiques d'hiver
  - 1968 -  Médaille d'argent
  - 1972 -  Médaille de bronze

## Carrière d'entraîneur
À la suite de sa carrière de joueur, il devient entraîneur et passe derrière le banc de TJ Škoda Plzeň. Par la suite il entraîneur les équipes suivantes :
- 1979-80 - Motor České Budějovice
- 1980-1982 - Sparta ČKD Praha
- 1982-1985 - il entraîne Grenoble qui évolue alors en Nationale A française
- 1985-86 - Gap Hockey Club
- 1986-1992 - Sparta ČKD Praha. En 1990, il remporte le titre de champion[2].
- 1990-91 - il rejoint le Finlande et le club de Turku.
- 1992-97 - il retourne à Prague, le club s'appelle alors le HC Sparta Praha et évolue dans l'Extraliga tchèque. Lors de la saison 1992-93, il remporte un nouveau titre.
- 1998-2000 - il entraîne le HC Slovan Ústí nad Labem qui évolue en 2.liga, la troisième ligue tchèque. L'équipe finit à la première place de leur groupe mais ne parvient pas pour autant à accéder à la ligue supérieure, la 1.liga[3]. Finalement le club accède à la 1.liga à l'issue de la saison suivante[4]. Il est quitte son poste en décembre 2001.
- 2001 - il devient entraîneur du BK Mladá Boleslav pour la fin de la saison.